# 일본 프로 야구 지역 보호권
일본 프로 야구에서의 프로 야구 지역 보호권(일본어: プロ野球地域保護権)은 1952년 일본 프로페셔널 야구 협약 제38조에 따라 제정된 각 구단의 도도부현 보호권을 말한다. 지역 프랜차이즈 보호 지역 내 모든 프로 야구 관련 행사의 독점 권한이 구단에 주어진다.

## 개요
- 각 구단은 도도부현 단위의 보호 지역이 있으며 공식전 홈 게임의 절반 이상을 보호 지역 내 1개의 전용구장에서 주최해야 하는 의무를 가진다. 그러나 실행위원회의 승인을 얻어 그 수를 변경할 수 있다.
- 보호 지역 내에서 구단 주최 야구 이벤트를 독점적으로 실시하여 이익을 얻을 수 있다.
- 대상 도도부현에 권한이 없는 구단이 다른 구단의 보호 지역으로 되어 있는 도도부현에서 경기를 개최하고 야구 관련 이벤트를 실시하는 경우에는 해당 도도부현에 있는 모든 구단의 허락을 받아야 한다.
- 신규 참가 희망 구단의 지역 보호권 설정 또는 본사 이전 및 구단의 통폐합에 따른 보호 지역 변경의 경우에는 이를 실시할 전년도의 11월 30일까지 실행위원회에서 4분의 3 이상의 찬성을 얻어야 하고, 오너 회의에서 동의를 얻는 것을 의무화하고 있다.

이상이 협약의 설명이다. 일반적으로 전용 구장은 ‘본거지’라고 지칭하며 전용 구장이 아닌 야구장에서 개최하는 경우에는 ‘지방 개최’라고 부른다. 각 구단 및 그 모회사의 경영 전략으로 다른 구장에서 열리는 경기 개최를 실시하는 사례를 가리켜 ‘준 본거지’라고 불리고 있지만 대외적으로는 지방 개최와 다름이 없다. 그 구장의 소재지인 도도부현을 가리켜 “이 지역은 구단의 준 프랜차이즈 이다”라는 호칭도 존재한다. 이것에 대해서는 특례를 제외하면 지역 보호권의 대상 외이기 때문에 적어도 야구 협약에서의 권리는 일절 행사할 수 없다. 또한 본사는 협약상의 정의가 없기 때문에 프랜차이즈(지역)와 구장에서 모두 사용되는 등 혼동되는 경우가 있다.

## 현재 보호 지역·전용 구장

### 센트럴 리그
| 구단 이름                | 보호 지역  | 전용 구장                         |
| ------------------------ | ---------- | --------------------------------- |
| 요미우리 자이언츠        | 도쿄도     | 도쿄 돔                           |
| 도쿄 야쿠르트 스왈로스   | 도쿄 도    | 메이지 진구 야구장                |
| 요코하마 DeNA 베이스타스 | 가나가와현 | 요코하마 스타디움                 |
| 주니치 드래곤스          | 아이치현   | 나고야 돔                         |
| 한신 타이거스            | 효고현     | 한신 고시엔 구장                  |
| 히로시마 도요 카프       | 히로시마현 | MAZDA Zoom-Zoom 스타디움 히로시마 |

### 퍼시픽 리그
| 구단 이름                  | 보호 지역  | 전용 구장                |
| -------------------------- | ---------- | ------------------------ |
| 홋카이도 닛폰햄 파이터스   | 홋카이도   | 삿포로 돔                |
| 도호쿠 라쿠텐 골든이글스   | 미야기현   | 미야기 구장              |
| 사이타마 세이부 라이온스   | 사이타마현 | 세이부 돔                |
| 지바 롯데 마린스           | 지바현     | 지바 마린 스타디움       |
| 오릭스 버펄로스            | 오사카부   | 교세라 돔 오사카         |
| 후쿠오카 소프트뱅크 호크스 | 후쿠오카현 | 후쿠오카 Yahoo! JAPAN 돔 |

### 비고
한신 타이거스와 오릭스 버펄로스는 2005년에서 2007년까지 3년 동안 잠정 조치로서 효고 현과 오사카 부의 2개 부현 보호 지역(다중 보호 지역 = 더블 프랜차이즈)을 설정하고 있었다.
한신은 오사카 돔(현재의 교세라 돔 오사카)을 1997년 개장 이후 준 본거지로 자리 매김하고 사용하고 있다. 한신 고시엔 구장에서 고교 야구(봄의 선발 및 여름의 전국 대회)가 열리는 때에도 오사카 돔을 사용하지만, 2004년까지 한신이 오사카 부 내에서 공식전을 개최하려면 동년까지 오사카를 보호 지역으로 하던 오사카 긴테쓰 버팔로스의 양해를 얻어 서면 동의를 나눌 필요가 있었다. 그러나 2005년부터 3시즌은 한신·오릭스 두 구단이 오사카·효고의 두 부현에서 지역 권한이 인정되고 있었기 때문에, 양 구단은 서면 동의를 나눌 필요가 없이 절충만으로 오사카 돔과 스카이마크 스타디움(이후 스카이마크)의 사용 일정을 조정했다. 이후 잠정 조치가 종료된 2008년 이후에는 다시 서면상의 동의를 필요로 하고 있다.
또한 오릭스는 2005년 오사카 돔을 전용 구장으로 등록했지만 2006년 오사카 돔을 운영하는 제3섹터 ‘주식회사 오사카 시티 돔’이 파산한 이후 운영 체제가 불확정해지자 전용 구장을 스카이마크로 변경하여 등록했다. 같은 해 오릭스의 계열사인 ‘시티 돔 사’의 주식을 취득하여 경영권이 옮겨졌기 때문에 2007년 다시 오사카 돔을 전용 구장으로 등록했다. 오릭스는 2005년과 2006년 오사카 돔과 스카이마크에서 거의 비슷한 수의 공식전 경기를 개최했지만, 2007년부터는 스카이마크에서 개최하는 경기 수를 약 20경기로 감소시켰다. 당초에 여러 보호 지역의 잠정 조치가 만료되는 2008년 이후 스카이마크에서의 경기 수는 10경기 전후까지 절감하고 궁극적으로 오사카 돔으로 본거지를 일원화할 예정이었지만 오사카 돔에서의 경기는 관객수가 만성적으로 부진한 것 등을 연유로 오릭스는 한신에 같은 해 이후에도 스카이마크에서 20경기 정도를 개최할 수 있도록 요청하고 있다. 한편 한신도 지금까지 오사카 돔을 개장 이후 준 본거지로 계속 사용하고 있기 때문에 계속 협력할 것임을 밝혔다. 그 때문인지 2008년에도 2007년과 같이 한신은 오사카 돔에서 3카드 9경기, 오릭스도 스카이마크를 중심으로 효고 현 내에서 22경기를 개최했다.
또한 고시엔에서는 2007년 가을부터 2010년 봄까지 매년 10월부터 이듬해 3월까지 비수기를 공사 기간으로 하는 대규모 개수 공사가 실시되었다. 한신은 이에 따라 고시엔이 폐쇄되는 공사 기간 동안 주최 경기를 스카이마크와 오사카 돔 2개 구장에서 실시하는 방침을 정했다. 제1기 공사였던 2007년은 9월 중에 개최 공식전의 모든 일정을 종료했고 클라이맥스 시리즈는 제1 스테이지에서 탈락했기 때문에 결국 두 구장을 사용할 기회는 없었다. 제2기 공사였던 2008년은 주최 공식전 예비 일정 1경기를 스카이마크에서, 클라이맥스 시리즈 제1 스테이지를 오사카 돔에서 각각 개최했다. 또한 제3기 공사였던 2009년에는 공사의 공법이 변경되어 시공은 주로 스탠드의 외주부에서 열렸기 때문에 고시엔 공식전 최종전부터 포스트 시즌이 개최 가능한 이전 상태로 돌아왔다.
그러나 센트럴 리그의 방침은 한신의 보호 지역을 ‘효고 현’으로 규정하면서 그 주요 역을 ‘오사카역’이라고 하는 등 실제 보호권의 운용에 관해서는 애매한 점이 많이 남아있다.

## 보호 지역 변경 사례

### 구단 합병
- 1953년

다이요 웨일스·쇼치쿠 로빈스 → 다이요 쇼치쿠 로빈스 : 야마구치현(다이요 웨일스)·교토부(쇼치쿠 로빈스) → 오사카부
- 1957년

다이에이 스타스·다카하시 유니온스 → 다이에이 유니온스 : 도쿄도(다이에이 스타스)·가나가와현(다카하시 유니온스) → 도쿄 도
- 1958년

마이니치 오리온스·다이에이 유니온스 → 마이니치 다이에이 유니온스 : 도쿄 도(변경 없음)
- 2005년

오릭스 블루웨이브·오사카 긴테쓰 버펄로스 → 오릭스 버펄로스 : 효고현(오릭스 블루웨이브)·오사카 부(오사카 긴테쓰 버펄로스) → 효고 현·오사카 부(상기 참고)

### 본사 이전
- 1955년 쇼치쿠 로빈스 → 다이요 웨일스 : 오사카 부 → 가나가와현
- 1974년 롯데 오리온스 : 도쿄 도 → 미야기현(※)
- 1978년 롯데 오리온스 : 미야기 현 → 가나가와 현
- 1979년 크라운라이터 라이온스 → 세이부 라이온스 : 후쿠오카현 → 사이타마현
- 1989년 난카이 호크스 → 후쿠오카 다이에 호크스 : 오사카 부 → 후쿠오카 현
- 1992년 롯데 오리온스 → 지바 롯데 마린스 : 가나가와 현 → 지바 현
- 2004년 닛폰햄 파이터스 → 홋카이도 닛폰햄 파이터스 : 도쿄 도 → 홋카이도

※1973년부터 실질적으로는 현영 미야기 구장을 사용하고 있었지만 1973년은 보호 지역이 도쿄 도였으므로 공식적으로는 ‘준 프랜차이즈’로 지정했다(도쿄 도에 소재하고 하는 것을 전제로 일정이 만들어졌지만, 도내에서 홈 구장으로 사용할 수 있는 구장을 찾지 않았다). 같은 해 시즌이 종료된 후 공식적으로 보호 지역을 미야기 현에 옮겼지만 도쿄 근교에 새로운 전용 구장이 있을 때까지 계류하는 의미에서 구단 사무소는 종래대로 도쿄 도에 두고 있었다. 1974년 일본 시리즈(주니치 드래곤스 전) 주관 3경기는 미야기 현이 아니라 도쿄 도에서 실시되었다. 이에 관한 자세한 내용은 집시 롯데를 참조.

## 에피소드
- 전쟁 전인 1943년에 후쿠오카 현에 서일본 철도를 모회사로 하는 니시테쓰군이라는 팀이 있었지만, 당시의 프로 야구에는 프랜차이즈 제도가 없었기 때문에 공식전이 규슈에서 열린 적은 없었다. 시범 경기는 각지에서 활발히 행해지고, 1940년에는 전 구단이 만주에서 공식전을 개최했으며 1942년에는 홋카이도에서도 공식 경기가 개최되었다. 하지만 규슈에서는 프로 야구 공식 대회가 개최되는 일은 없었다. 규슈에서 처음으로 공식 경기가 열린 것은 전쟁 종전 이후인 1946년 8월 16일 구마모토 시 스이젠지 야구장에서 열린 골드 스타 vs 긴키 그레이트링의 경기였다. 참고로 시코쿠에서 처음으로 열린 공식전은 1947년 8월 9일 도쿠시마 니시노마루 구장에서 열린 주니치 드래곤스 vs 다이요 로빈스의 경기였다.[2]
- 1956년 10월에 개최된 니시테쓰 라이온스 대 한큐 브레이브스 전은 니시테쓰가 퍼시픽 리그 우승을 걸고 임하는 한판이었다. 그러나 이 경기는 니시테쓰의 본래의 본거지였던 후쿠오카시의 헤이와다이 야구장 대신 도쿄 도 분쿄구의 고라쿠엔 구장에서 개최되었다. 이것은 바로 일본 시리즈를 앞두고 있었으며, 1차전은 센트럴 리그 우승팀인 요미우리 자이언츠의 본거지인 고라쿠엔에서 개최되는 것으로 결정되었기 때문에 헤이와다이에서 경기를 치른다는 일정이나 이동 문제 등에서 곤란하다고 판단되었기 때문이다.
- 1973년 10월 13일에 고라쿠엔 구장에서 개최된 닛타쿠홈 플라이어스 vs 다이헤이요 클럽 라이온스의 더블헤더 제1경기는 고라쿠엔을 본거지로 하는 닛타쿠홈의 주최로 개최되었으나 제2경기는 다이헤이요 클럽의 주최로 개최되었다. 이것은 당시 퍼시픽 리그가 전·후기제로 인해 일정이 과밀화된 일이나 교통망도 현재만큼 발달하지 않았다는 사정 이외에도 이동 경비를 줄이기 위한 조치였다고 한다.
- 라이온스는 후쿠오카에 본사를 두고 있을 무렵 전용 구장이었던 헤이와다이 구장 뿐만 아니라 기타큐슈시의 고쿠라 구장(현재의 기타큐슈 시민 구장)에서도 준 본거지로 개최한 바가 있지만, 1965년에는 헤이와다이와 고쿠라에서 각각 35경기 씩(당시 공식전이 140경기였으므로 홈 70경기) 주최 경기를 개최했다. 이것도 2006년의 오릭스(오사카 돔, 스카이마크)의 예와 함께 전용 구장 규정의 빽빽함을 보여주고 있다.
- 다이에가 1988년 가을에 난카이 호크스를 인수할 때 이전 대상으로 헤이와다이 야구장 이외에 그린 스타디움 고베[1]에서 주최 경기를 일부 개최하는 구상을 갖고 있었다. 이것은 다이에의 본사가 효고 현 고베시에 있는 것이 이유였지만 원래 효고 현을 보호 지역으로 설정하고 있던 오릭스 브레이브스와 한신 타이거스의 동의를 얻지 못했기 때문에 포기했다. 그러나 오릭스는 다이에의 뜻을 이어 받아 이듬해 1989년의 대 다이에 경기는 13경기 모두 그린 스타디움 고베에서 개최 일정을 편성했다. 그러나 실제로는 2경기가 우천으로 중지가 되어 당시의 전용 구장이었던 한큐 니시노미야 구장에서 개최했다.
- 1995년 1월 17일에 발생한 한신·아와지 대지진의 영향으로 한신 고시엔 구장은 스탠드가 일부 손상되는 피해를 입었다. 또한 관객의 교통 수단을 확보할 수 없는 우려가 생겼고 더욱이 피해 지역의 복구 작업을 방해하지 않도록 배려하는 차원에서 한신 주최로 효고 현에서 개최할 예정했던 시범 경기의 일부에 대해 일본 생명 구장과 후지이데라 구장으로 대체하여 개최하는 조치가 취해졌다.
- 요미우리 자이언츠는 2009년까지 후쿠오카, 오사카, 삿포로의 각 돔 구장에서 규슈, 간사이, 홋카이도의 각 시리즈 연장으로 주최 시범 경기를 각각의 돔 구장을 본거지로 하고 있는 후쿠오카 소프트뱅크 호크스, 오릭스 버펄로스, 홋카이도 닛폰햄 파이터스를 상대로 거의 매년 실시하고 있었다.
- 도호쿠 라쿠텐 골든이글스는 2011년 3월 11일 발생한 동일본 대지진의 영향으로 본거지인 클리넥스 스타디움이 손상을 받아 4월의 주최 경기는 홋토못토 필드 고베와 한신 고시엔 구장의 긴키권 2구장에서 개최했다. 또한 고시엔에서 2012년 주최 경기를 개최했다.[3]

## 프랜차이즈 제도
단일 리그 시대에 일본 야구 연맹은 1948년 미국의 메이저 리그 베이스볼을 모방해 프랜차이즈 제도를 시험적으로 도입했다. 초기의 프랜차이즈는 다음과 같다.
- 요미우리 자이언츠 : 고라쿠엔 구장
- 긴세이 스타스 : 고라쿠엔 구장
- 규에이 플라이어스 : 요코하마(고라쿠엔 구장)
- 주니치 드래곤스 : 나고야(고라쿠엔 구장)
- 다이요 로빈스 : 교토(한큐 니시노미야 구장)
- 난카이 호크스 : 오사카(한신 고시엔 구장)
- 오사카 타이거스 : 고시엔 구장

전용 구장의 설정과 구장이 위치한 도시의 영업권 독점이 시도되었다. 현재와의 차이는 ‘보호 지역’과 ‘지역 보호권’의 표현이 아직 존재하지 않는 점과 그 단위가 지방이 아닌 도시라는 점, 그리고 지역이 아닌 전용 구장이 핵심 요소가 되고 있다는 점이다. 또한 전용 구장이 정해지지 않았던 규에이 플라이어스(요코하마), 주니치 드래곤스(나고야), 다이요 로빈스(교토), 난카이 호크스(오사카)에는 명목상으로 지역이 배분되었으나 경기에서 홈 구장으로 사용된 것은 괄호 구장이다. 구장 수가 적었기 때문에 고라쿠엔 구장, 한신 고시엔 구장, 한큐 니시노미야 구장의 3개 구장 모두 구단이 중복으로 전용 구장과 영업권으로 설정하면서 유명무실해졌다.